# Haircut One Hundred
Haircut One Hundred est un groupe de pop britannique fondé en 1980 par Nick Heyward. Le groupe eut quatre titres dans le top 10 anglais en 1981-1982, dont les plus connus ont été Favourite Shirts (Boy Meets Girl) et Love Plus One. Le titre Love Plus One atteint même la troisième place en France.
Actif entre 1981 et 1984, il l'est de nouveau depuis 2009.

## Historique
Il est fondé en 1980, après avoir adopté différents noms, par trois amis d'enfance : Nick Heyward au chant, Les Nemes à la basse et Graham Jones à la guitare. Après quelques concerts, Haircut 100 est signé par la maison de disques Arista, et verra sa formation augmenter à six membres avec l'arrivée de trois musiciens de session : Phil Smith aux cuivres, Mark Fox aux percussions et Blair Cunningham à la batterie.

## Carrière
1981-1982, début de carrière et consécration immédiate
Le public découvre Haircut 100 en octobre 1981 avec la sortie de leur premier single, Favourite shirts, qui leur assure un succès immédiat puisqu'il se classera 4e dans les charts britanniques. Le groupe obtiendra une couverture médiatique importante dans la presse musicale adolescente, liée à la qualité de ses chansons, au physique avantageux du chanteur ainsi qu'à leur look savamment étudié, inspiré notamment de la jeunesse américaine des années 1950.
Ainsi, leurs premiers singles se présenteront sous un visuel original rappelant les sachets de pop-corn. Haircut 100 transformera l'essai en janvier 1982 avec leur deuxième single, Love + One, classé 3e dans les charts britanniques, devenant ainsi la nouvelle coqueluche de la pop britannique.
La sortie de leur premier album Pelican West, en février 1982, leur offre un immense succès critique et commercial, puisqu'il se classera 2e au sein des charts britanniques. La presse saluera la fraîcheur et l'énergie de leurs chansons, inspirées de la pop des années 1960, ainsi que leur grande maturité musicale. Dans son édition de mars 1982, le magazine Smash Hits, le plus vendu en Angleterre, leur accordera par exemple la note élogieuse de 9/10.
Toutefois, Haircut 100 sera parfois pointé du doigt pour la futilité des sujets de leurs chansons, leur look juvénile ou pour leur grande proximité visuelle et musicale avec le groupe écossais Orange Juice, évoluant dans la même veine. Un troisième single, Fantastic day, sorti en avril 1982, confirme la bonne tenue du groupe avec la place 9e des charts britanniques. Une tournée promotionnelle autour du monde suivra, et Love + One fera son entrée dans le Top 40 américain. Cette série de concerts se révèlera toutefois exténuante et pèsera lourdement sur la suite de leur carrière.
Un quatrième single, hors-album, verra le jour en août 1982 avec Nobody's fool, également classé 9e, et qui confirmera une évolution intelligente et sensée de leur direction musicale.
1983-1984, déclin et carrière solo de Nick Heyward
La suite sera malheureusement moins glorieuse pour Haircut 100. Épuisé par leur récente tournée, Nick Heyward tombe en dépression et cesse de se présenter aux répétitions et aux séances d'écriture pour leur deuxième album. Le percussionniste Mark Fox décide alors de prendre sa place derrière le micro et la presse musicale se fait l'écho du départ supposé de Nick Heyward.
Toutefois, le groupe apparaîtra au complet lors de l'édition de Noël de l'émission Top of the Pops, en décembre 1982, mettant fin aux rumeurs de départ de Nick Heyward, bien que ce passage télé se révèlera être son dernier au sein de Haircut 100.
Le deuxième album est alors prévu pour le début de l'année 1983 et la presse musicale commence à prendre contact pour les premières interviews. Toutefois, en février 1983, le groupe annule ces interviews et annonce le départ effectif de Nick Heyward pour une carrière solo, emmenant avec lui bon nombre des nouvelles chansons et une grande partie des fans. Son parcours personnel sera réussi avec un premier album dans le Top 10 en octobre 1983 et quatre singles dans le courant de l'année.
Haircut 100 se résume alors aux cinq membres originels, avec Mark Fox au chant. Ironiquement, ce qui aurait dû être leur nouveau single, Whistle down the wind, se retrouvera être le premier succès en solo de Nick Heyward, dès le mois de mars 1983.
Le groupe tente alors d'écrire de nouveaux titres similaires au premier album, mais avec le départ de leur principal compositeur, la tâche se révèle difficile. De plus, Haircut 100 prend la décision de quitter Arista pour Polydor. Les premiers fruits de leur collaboration arrivent en août 1983 avec le single Prime time et une nouvelle orientation de tendance pop-funk. Malgré une importante publicité, les ventes seront mitigées avec la place 46e dans les charts britanniques.
Un deuxième single, So tired, en octobre 1983, confirme la chute du groupe en se classant 94e. Haircut 100 se retrouve dans l'ombre de Nick Heyward et d'inévitables tensions apparaissent tandis que le quintet continue l'écriture de leur deuxième album.
À la fin du printemps 1984, alors que le succès de Nick Heyward commence à s’essouffler, de nouvelles rumeurs apparaissent dans la presse musicale et son retour au sein du groupe semble envisagé. Toutefois, cela n'arrivera pas mais débouchera sur le départ du batteur Blair Cunningham. Désormais réduit à quatre membres (Mark Fox, Graham Jones, Les Nemes et Phil Smith), Haircut 100 se sépare en juin 1984, juste avant la sortie d'un troisième single passé inaperçu : Too up, two down. Le deuxième album, Paint to paint, sortira dans la foulée mais n'entrera même pas dans les classements britanniques, malgré quelques bonnes critiques.
Depuis 2004, reformation et retour du groupe
En 2004, un numéro de l'émission télé Bands Reunited leur est consacré. Le but de cette émission étant de reformer d'anciens groupes, notamment des années 1980, comme Frankie Goes to Hollywood, ABC, Kajagoogoo ou encore Flock of Seagulls.
Cette tentative de reformation se concrétisera et Haircut 100 se produira sur scène avec les six membres originels, mais ne sera toutefois suivie d'aucun nouveau projet. En 2009, Nick Heyward invitera les anciens membres du groupe à se produire avec lui sur scène, afin d'interpréter l'intégralité du premier album. Cette performance aura lieu en janvier 2011 et fera l'objet d'un enregistrement et d'une sortie sur DVD, malgré l'absence de Mark Fox et Phil Smith.
Depuis, les quatre membres du groupe continuent de se produire sur scène. Un projet de troisième album est également annoncé.

## Discographie

### Albums
- 1982 : Pelican West (Arista), (UK #2, 34 semaines dans le classement)
- 1984 : Paint to paint (Polydor)

### Singles
- 1981 : Favourite shirts (UK #4, 14 semaines dans le classement)
- 1982 : Love + One (UK #3, 12 semaines dans le classement)
- 1982 : Fantastic day (UK #9, 9 semaines dans le classement)
- 1982 : Nobody's fool (UK #9, 7 semaines dans le classement)
- 1983 : Prime time (UK #46, 5 semaines dans le classement)
- 1983 : So tired (UK #94, 1 semaine dans le classement)
- 1984 : Too up, two down